# Henry Lawrence (football)
Pour les articles homonymes, voir Henry Lawrence.
Ne doit pas être confondu avec Henry Lawrence (football américain).
Henry Lawrence, né le 21 septembre 2001 à Londres (quartier de Southwark) au Royaume-Uni, est un footballeur anglais qui joue au poste de défenseur au Standard de Liège.

## Biographie

### En club

#### Formation à Chelsea
Henry Lawrence intègre le centre de formation de Chelsea en 2009, à l'âge de 8 ans. Il y joue dans toutes les catégories d'âge jusqu'en 2020. Au cours des saisons 2018-19 et 2019-20, il joue six matches en UEFA Youth League'.

#### Prêts à Wimbledon et MK Dons
Le 26 juillet 2021, il est prêté pour une saison au club de l'AFC Wimbledon évoluant en troisième division anglaise (League One) pour une saison. Un an plus tard, il fait de nouveau l'objet d'un prêt au Milton Keynes Dons FC, autre club londonien de League One. Il acquiert de l'expérience pendant ces deux saisons en jouant 50 matches dans cette troisième division anglaise.

#### Standard de Liège
Revenu à Chelsea en mai 2023 au terme de son second prêt, il signe le 7 août 2023 un contrat de deux ans avec une option pour une troisième saison au club de première division belge du Standard de Liège. Il joue principalement pour le SL16 FC, l'équipe réserve du Standard qui joue alors en Première Division B  Le 25 mai 2024, il fait ses débuts officiels avec l'équipe première du club lors de la dernière journée des play-offs 2 quand l'entraîneur Ivan Leko le fait monter au jeu à la mi-temps contre le KV Malines. Lawrence inscrit un but de la tête au début de la seconde période mais le Standard perd le match 3-2.
Lors du championnat de Belgique 2024-2025, Ivan Leko l'aligne comme titulaire dès la première journée de championnat. Il fait alors partie du onze de base pendant cette saison et s'impose comme une valeur sûre au poste d'arrière droit puis au sein de la défense centrale des Rouches. Il prolonge son contrat au Standard jusqu'en juin 2029.

### En sélections nationales
Henry Lawrence est international anglais en équipes de jeunes dans l'équipe des moins de 19 ans pour laquelle il inscrit un but le 12 octobre 2019 contre la Belgique et dans l'équipe des moins de 20 ans.